# Alfa Romeo 4C
Alfa Romeo 4C (код кузова — 960) — компактный двухместный спортивный автомобиль, производство которого началось в 2013 году итальянской компанией Alfa Romeo. Выпуск окончательно прекратился в 2020 году.
Название автомобиль получил по количеству цилиндров в двигателе, как и Alfa Romeo 6C в первой половине прошлого века и Alfa Romeo 8C Competizione в конце 2000-х.

## История
Прототип автомобиля был показан на Женевском автосалоне 2011 года. В октябре 2012 года стало известно, что автомобиль пойдёт в серию. Затем, в январе 2013, в интернете появились шпионские фотографии купе, в феврале компания опубликовала фотографии серийного варианта. На Женевском автосалоне 2013 года была показана готовая версия спорткара. Цена на автомобиль в Европе начиналась с 56 000 евро.

## Кузов
Полностью углепластиковый монокок 4C весит 65 килограммов и изготавливается фирмой TTA (Tecno Tessile Adler) — совместным предприятием Adler и Lavorazione Materiali Compositi (L.M.C.) — в городе Айрола. Подрамники, части шасси, диффузор и усилители крыши выполнены из алюминия. Отказ от стальных элементов позволил снизить массу автомобиля на 20%.
Полный вес снаряженного автомобиля в стандартной комплектации — 920 кг
Соотношение масс составляет 40/60% в пользу задней оси. В стандартной комплектации кузов автомобиля имеет красный цвет Alfa Red, однако также автомобиль окрашивают в более редкий белый Carrara White.

## Силовая установка
4C имеет 1,75-литровый чётырёхцилиндровый турбобензиновый двигатель мощность 240 лошадиных сил и крутящим моментом 350 Н•м, причём 280 из них доступны уже при 1700 оборотах в минуту. Коробка передач также только одна — 6-ступенчатая роботизированная трансмиссия TCT с двойным сцеплением.

## Подвеска и тормоза
Спереди 4C имеет независимую пружинную подвеску на двойных поперечных рычагах, а сзади расположены стойки McPherson. Такое необычное решение (на обычных автомобилях подвеска типа Макфёрсон располагается спереди) вкупе с низкой массой и отсутствием усилителя руля, по мнению разработчиков, привело к хорошей управляемости. Также этому способствует задний дифференциал с механической блокировкой и полностью отключаемая система стабилизации. Хорошее торможение (со 100 км/ч до 0 автомобиль останавливается за 36 метров) обеспечивают тормоза Brembo с четырёхпоршневыми суппортами и шины Pirelli P Zero с разным диаметром и шириной спереди и сзади.
- Размерность колёс — 205/45 R17 спереди, 235/40 R18 сзади
- Передние тормоза — дисковые, вентилируемые (размерность — 305 мм)
- Задние тормоза — дисковые, вентилируемые (размерность — 292 мм)
- Перегрузка в поворотах — 1,1 g
- Перегрузка при торможении — 1,25 g

## Оснащение
В угоду низкой массе каркасы сидений 4C изготовлены из углепластика и стекловолокна.  Система контроля тяги Alfa DNA, которая управляет поведением двигателя, тормозов, рулевого управления, отклика на газ, подвески и коробки передач, имеет, помимо режимов Dynamic, Normal и All Weather, новый — Race. Приборная панель — полностью цифровая и в зависимости от режима имеет свой цвет — красный, серый, синий и жёлтый соответственно.
Автомобиль, в отличие от концепта, имеет светодиодные многосекционные фары. В многом остальном 4C Concept не отличался от серийной версии.

## Модификации

### Launch Edition

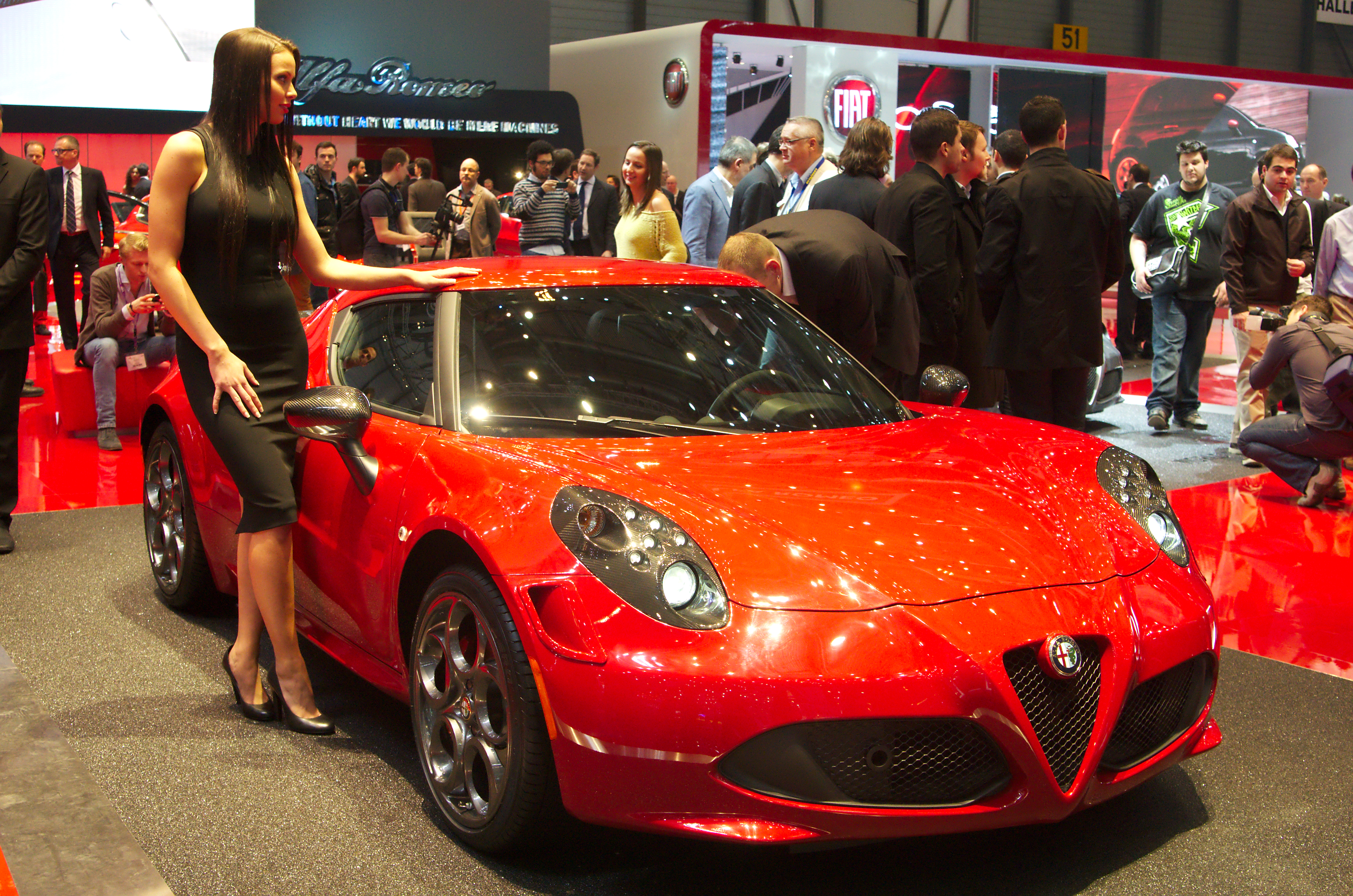
Alfa Romeo 4C Launch Edition (для Европейского рынка).

Версия Launch Edition дебютировала на Женевском автосалоне в 2013 году. Автомобили оснащались всего лишь в четырёх специальных цветах (Rosso Alfa, Rosso Competizione tri-coat, Madreperla White tri-coat или Carrara White матовый). Версия выпущена ограниченным пронумерованным тиражом в 1000 экземпляров: 400 машин продадут в Европе, Африке и на Ближнем Востоке, 500 автомобилей попадут на рынок Северной Америки и лишь 100 купе придётся на весь остальной мир. (88 автомобилей были поставлены в Австралию только в цветах Rosso Alfa и Madreperla White). Отличительной особенностью Launch Edition стала отделка карбоном, включая внутренности фар головного света, спойлер и дверные зеркала заднего вида, задний алюминиевый экстрактор с чёрной отделкой, Bi-LED фары, а также окрашенные в тёмный цвет 18-дюймовые спереди и 19-дюймовые легкосплавные диски сзади. Спереди кузова были установлены дополнительные заборы воздуха, установлена специальная гоночная выхлопная система, красные суппорта и воздушный фильтр BMC. Были также использованы дополнительные настройки для газовых амортизаторов и установлен специальный задний стабилизатор поперечной устойчивости. Салон автомобиля оснащался кожаными спортивными сидениями в цвет Алькантара и специальной номерной табличкой ограниченной серии. Альфы красного цвета получили специальное рулевое колесо, ручку ручного тормоза, коврики и сиденья с красной простроченной нитью.
Сделать заказ на специальную версию можно было уже с момента дебюта это версии — цена везде была примерно одинаковая и составляла 60 тысяч евро, включая налоги. Всех покупателей пригласили на особенные курсы вождения, чтобы владельцы смогли раскрыть потенциал автомобиля, не подвергая себя опасности.

### North American version

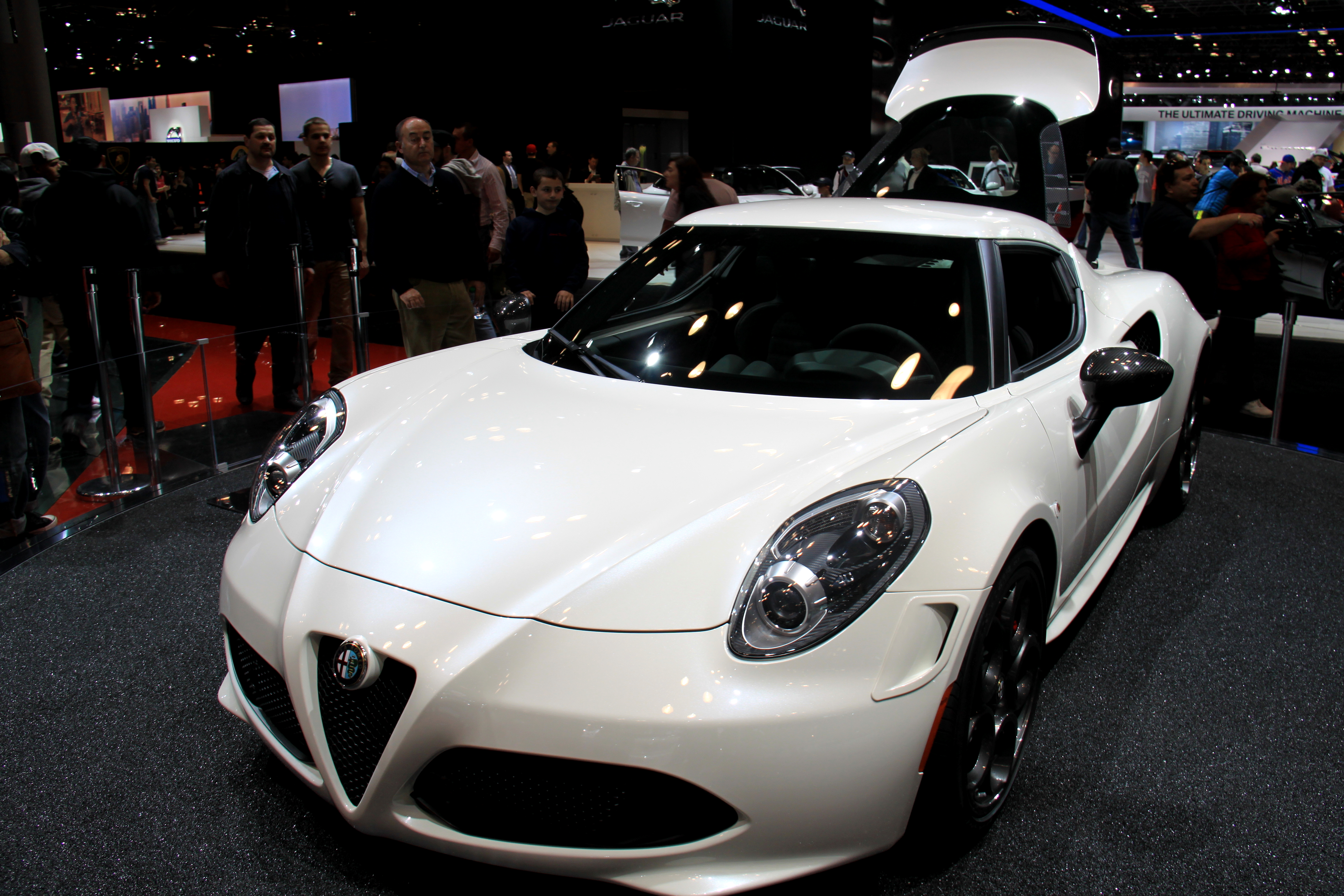
Alfa Romeo 4C для Североамериканского рынка

Версия для американского рынка была представлена на Автосалоне в Нью-Йорке в 2014 году. Первые 100 моделей 4С были поставлены в США в конце июня и вначале июля. Всего к концу года было поставлено 850 автомобилей. Американские модели более усиленны и укреплены для соответствию нормам краш-тестов в США, включая использование алюминиевых вставок в карбоновое шасси автомобиля. В результате автомобили прибавили в весе 100 кг. Фары головного света также были другие и были идентичны моделям в версии 4C Spider.

### Spider

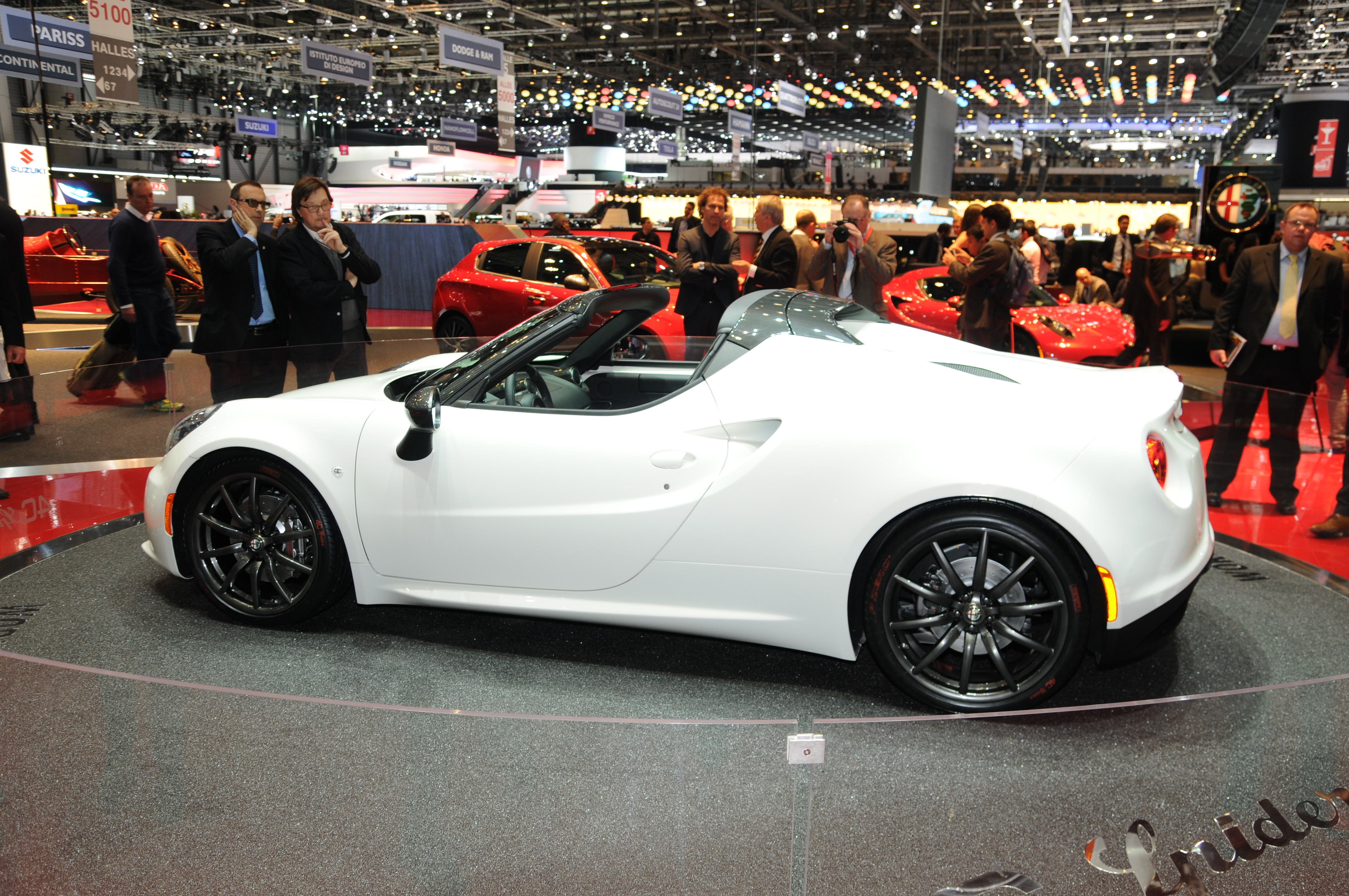
4C Spider на Женевском автосалоне 2014 года.

Версия 4С в кузове Spider была впервые показана как предпродажный концепт на Женевском автосалоне 2014 года. Двигатель был точно такой как в версии купе, но 4C Spider имел различные внешние элементы, такие как фары головного света, систему выхлопа и защитную крышку двигателя. Компания добавила, что пришлось также изменить и усилить некоторые настройки двигателя, чтобы справиться с удалением верхней части автомобиля, так как из-за этого пришлось увеличить массу автомобиля на 45 кг. В итоге, сухой вес равнялась 940 кг. Максимальная скорость равняется 257 км/ч (160 миль/ч) и ускорение до 100 км/ч стала равна 4,5 секундам. Новшеством для модели 4C в кузове Spider стал новый специальный жёлтый цвет автомобиля.

## Автоспорт

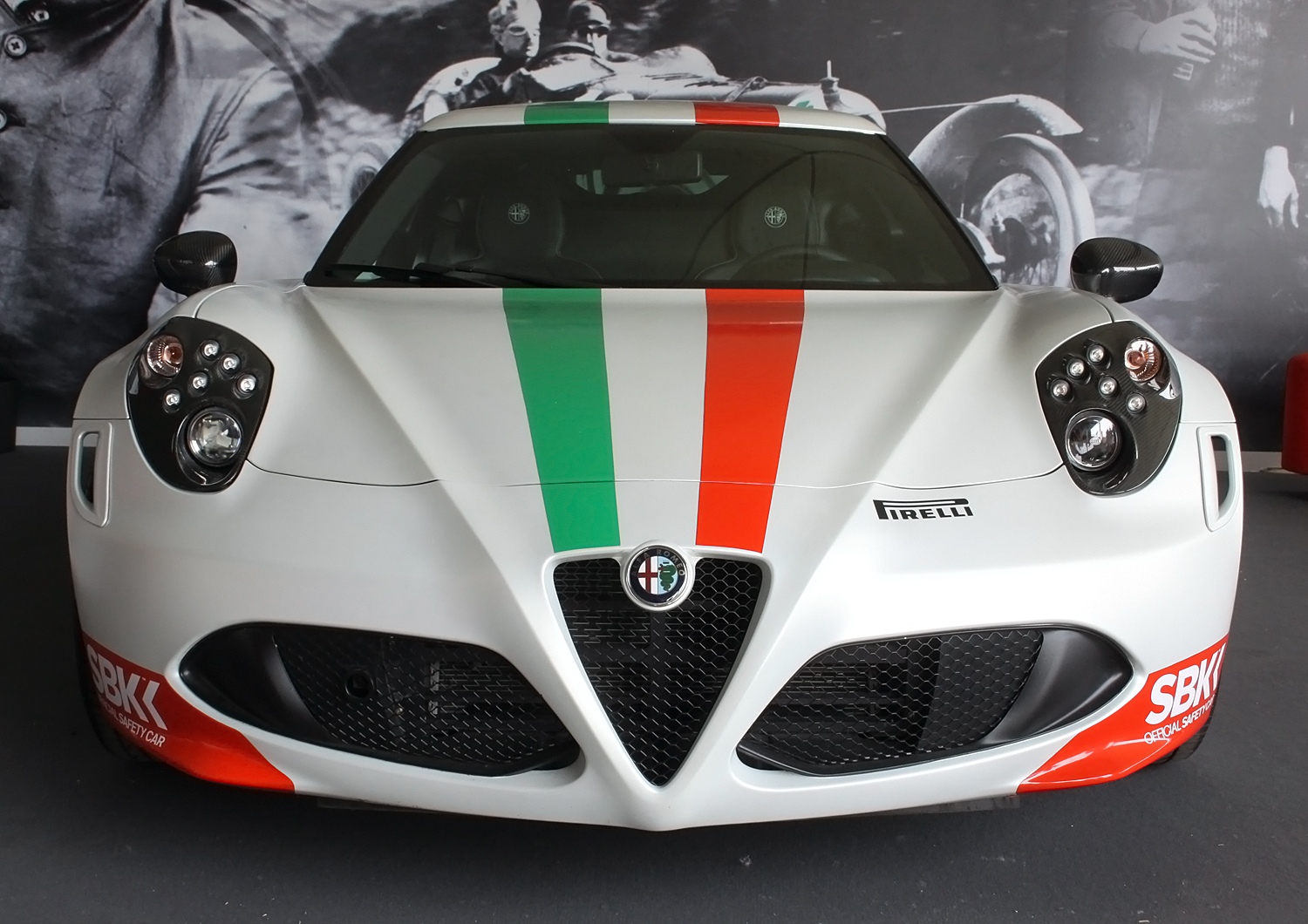
4C 2013 SBK Safety car

12 сентября 2013 года Alfa Romeo 4C (на резине Pirelli P Zero Trofeo) с пилотом Хорст фон Саурмой(Horst von Saurma) преодолели круг Nürburgring Nordschleife за 8 минут и 4 секунды, и тем самым установили новый рекорд скорости для всех выпускаемых автомобилей с двигателями меньше 250 л.с.
Alfa Romeo 4C используется официально как машина безопасности на SBK Superbike World Championship, начиная с сезона 2013 года.

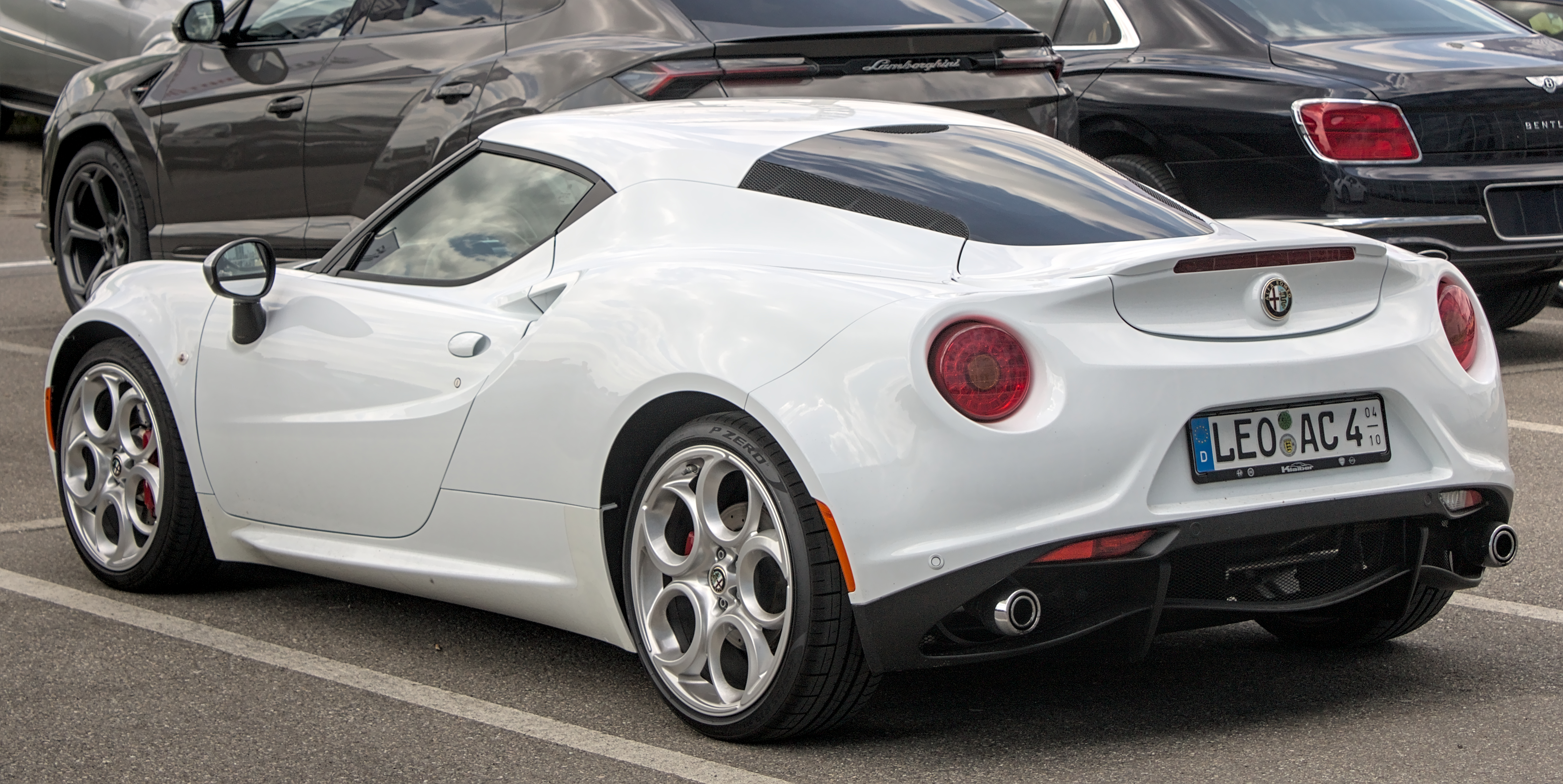
Вид сзади
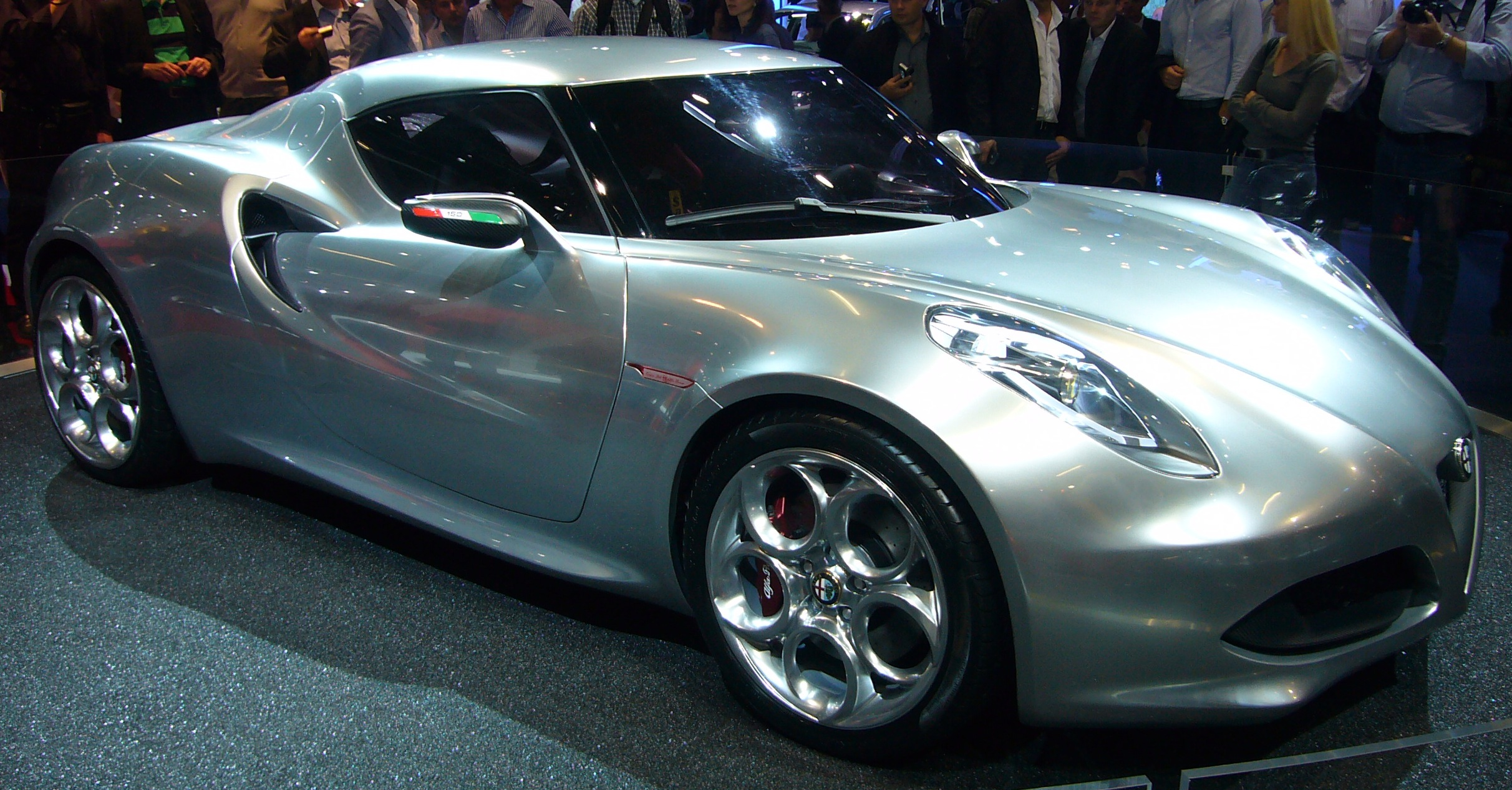
4C Concept